# Supercoppa del Belgio 2019
La Supercoppa del Belgio 2019 è stata la quarantesima edizione della Supercoppa del Belgio. Si è svolta in un incontro unico il 20 luglio del 2019 tra il Genk, vincitore del campionato, e il Malines, che ha trionfato nella coppa nazionale. Ad aggiudicarsi il trofeo è stato il Genk, vincitore della competizione per la seconda volta.

## Le squadre
| Squadre | Qualificazione                              | Partecipazioni precedenti (il grassetto indica la vittoria) |
| ------- | ------------------------------------------- | ----------------------------------------------------------- |
| Genk    | Vincitore della Pro League 2018-2019        | 7 (1998, 1999, 2000, 2002, 2009, 2011, 2013)                |
| Malines | Vincitrice della Coppa del Belgio 2018-2019 | 1 (1987)                                                    |

## Tabellino
| Arbitro: | Lawrence Visser |

|                              |           |  |
| Dewaest 14’, 60’ Vanzeir 83’ | Marcatori |  |